# Samsung Galaxy A2 Core
Il Samsung Galaxy A2 Core è uno smartphone di fascia bassa prodotto da Samsung con Android Go per il mercato del sud e sud-est asiatico, del Medio Oriente e dell'Africa. Fa parte della serie Samsung Galaxy A.

## Caratteristiche tecniche

### Hardware
Il Galaxy A2 Core è uno smartphone con form factor di tipo slate, misura 141.6 x 71 x 9.1 millimetri e pesa 142 grammi.
Il dispositivo è dotato di connettività GSM, HSPA, LTE, di Wi-Fi 802.11 b/g/n con supporto a Wi-Fi Direct ed hotspot, di Bluetooth 4.2 con A2DP ed LE, di GPS con A-GPS, BDS e GLONASS e di radio FM. Ha una porta microUSB 2.0 OTG ed un ingresso per jack audio da 3.5 mm.
Il Galaxy A2 Core è dotato di schermo touchscreen capacitivo da 5 pollici di diagonale, di tipo PLS TFT con aspect ratio 16:9 e risoluzione 540 x 960 pixel (densità di 220 pixel per pollice). Il frame laterale ed il retro sono in plastica. La batteria agli ioni di litio da 2600 mAh è removibile dall'utente.
Il chipset è un Exynos 7870 Octa, CPU octa-core formata da 8 Cortex-A53 a 1.6 GHZ e GPU Mali-T830 MP1. La memoria interna di tipo eMMC 5.1 è di 8 o 16 GB, mentre la RAM è di 1 GB.
La fotocamera posteriore ha un sensore CMOS da 5 megapixel, dotata di autofocus e flash LED, in grado di registrare al massimo video Full HD a 30 fotogrammi al secondo, anche la fotocamera anteriore è da 5 megapixel.

### Software
Il sistema operativo è Android 8.0 Oreo, nella versione Android Go (ottimizzata per smartphone con 2 GB di RAM o meno).

## Commercializzazione
Il dispositivo è stato immesso sul mercato ad aprile 2019.